# Nomi (Trentino)

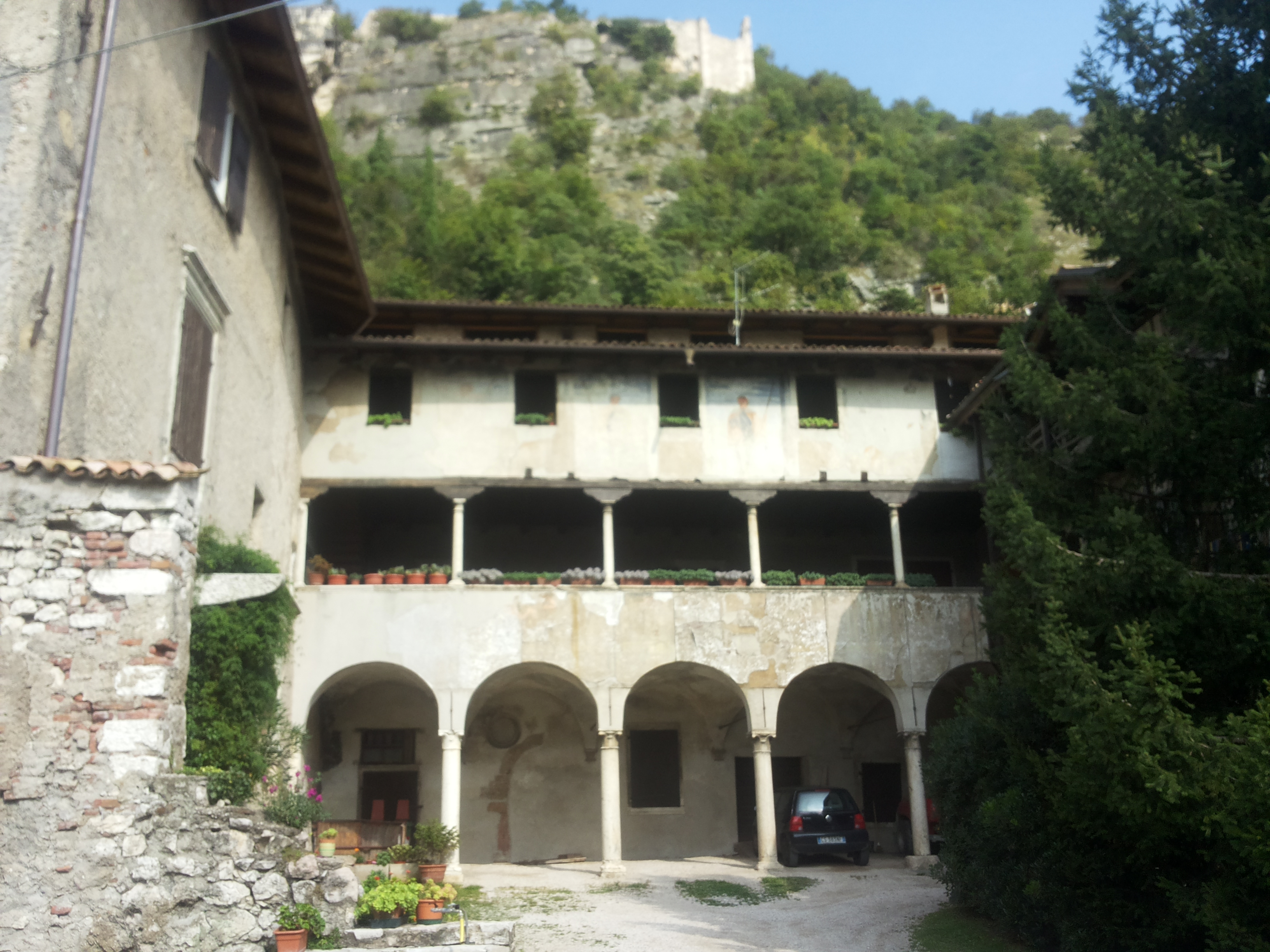
Palazzo Vecchio in Nomi

Nomi (deutsch veraltet: Numig) ist eine nordostitalienische Gemeinde (comune) mit 1352 Einwohnern (Stand 31. Dezember 2023) im Trentino in der Region Trentino-Südtirol. Die Gemeinde liegt etwa 16 Kilometer südsüdwestlich von Trient an der Etsch.

## Geschichte
Aus Funden aus der Bronze-, Eisen- und Römerzeit lässt sich schließen, dass das Gebiet der heutigen Gemeinde schon seit langer Zeit besiedelt wurde.  Die erste schriftliche Erwähnung fand 1188 als "de Nomio" statt. Der Ort entwickelte sich um den in der Renaissance erbauten Palazzo Vecchio. Das "Castello di Nomi", das Schloss von Nomi,  wurde 1487 niedergebrannt. Heute existieren nur noch Ruinen.

## Verkehr
Durch die Gemeinde verläuft entlang des Etsch die Autostrada A22 von Modena zum Brennerpass.